# Apicia walkeria
Apicia walkeria là một loài bướm đêm trong họ Geometridae.